# Mîhailo Mudrîk
Mîhailo „Misha” Petrovîci Mudrîk (în ucraineană Михайло Петрович Мудрик; n. 5 ianuarie 2001, Krasnohrad, Regiunea Harkov, Ucraina) este un fotbalist ucrainean retras din activitate, care a jucat pe post de extremă. Mudryk execută în prezent o suspendare pentru dopaj.
Mudrîk și-a început cariera în academiile Metalist Harkiv și Dnipro, înainte de a se muta la Shakhtar Donețk în 2016. Și-a făcut debutul profesional doi ani mai târziu, urmat de împrumuturi la Arsenal Kyiv și Desna Chernihiv. În 2023, s-a mutat la clubul englez Chelsea într-un transfer în valoare inițială de 70 de milioane de euro (62 GBP milioane), făcându-l cel mai scump fotbalist ucrainean din toate timpurile și cel mai scump jucător semnat vreodată din Premier Liga ucraineană.
Mudrîk este internațional ucrainean de seniori din 2022, jucând anterior la mai multe niveluri de tineret.

## Cariera la cluburile de fotbal
Mudrîk a început să joace fotbal la Metalist Kharkiv în 2010, înainte de a se muta la academia lui Dnipro în 2014. După ce s-a ridicat rapid prin grupele de vârstă, Mudrîk a atras interesul lui Shakhtar Donețk și a semnat pentru academia clubului în 2016.

### Șahtior Donețk
În sezonul 2018-2019 a jucat pentru Șahtior la categoria sub 21 de ani. Mudrîk a fost promovat la prima echipă mai târziu în acel an, Și-a făcut debutul la prima echipă la vârsta de 17 ani, pe 31 octombrie 2018, într-un meci din Cupa Ucrainei împotriva lui Olimpik Donețk, pe care Șahtior l-a câștigat cu 1–0.
După ce a găsit minute limitate la prima echipă, a fost împrumutat clubului ucrainean din Premier League Arsenal Kyiv în februarie 2019 pentru restul sezonului 2018-19, jucând 10 meciuri fără a marca niciun gol. A jucat în Prima Ligă ucraineană împotriva lui Desna Chernihiv, Kolos Kovalivka și Oleksandriya, oferind contribuția la câștigarea titlului în sezonul 2019-20. În vara anului 2020, a semnat un contract de împrumut cu clubul din Prima Ligă ucraineană Desna Chernihiv și s-a calificat în turul trei preliminar al UEFA Europa League. A stat patru luni la Cernihiv și a jucat 10 meciuri în Premier League ucraineană 2020–21 și o dată în Cupa Ucrainei 2020–21.
Pe 8 ianuarie 2021, Mudrîk s-a întors la Șahtior, jucând trei meciuri în Premier League ucraineană 2020-21 și alăturându-se echipei de rezervă a lui Șahtior, prezentând sporadic pentru managerul Luís Castro.
La 24 februarie 2022, Prima Ligă ucraineană a fost suspendată din cauza impunerii legii marțiale în Ucraina din cauza Preludiului invaziei ruse a Ucrainei și a invaziei ulterioare de către Rusia. Mudrîk a încheiat sezonul cu două goluri și nouă pase decisive, fiind desemnat Jucătorul Anului al clubului.
Odată cu reluarea fotbalului în Ucraina, Mudrîk a început sezonul 2022-2023 marcând primul său gol în Liga Campionilor și oferind două pase decisive într-o victorie cu 4-1 în deplasare împotriva lui RB Leipzig. Acesta a fost urmat de un alt gol într-o remiză 1–1 în Liga Campionilor cu Celtic. Pe 19 octombrie, a marcat de două ori într-o victorie cu 3-0 împotriva lui Kolos Kovalivka. Forma sa prolifică l-a făcut să marcheze șapte goluri și să ofere șase pase decisive în 12 meciuri, fiind desemnat Fotbalistul Anului din Ucraina și Jucătorul Anului de la Șahtior.

### Chelsea
La 15 ianuarie 2023, Mudrîk a semnat cu echipa din Premier League Chelsea pe un contract de opt ani și jumătate pentru o sumă inițială de transfer de 70 de milioane de euro (62 GBP milioane), potențial crescând la 100 de milioane (89 milioane GBP) cu suplimentele acordate. Aceasta a fost cea mai mare sumă primită de Șahtior și de campionatul ucrainean, depășind recordul anterior deținut de Fred și l-a făcut cel mai scump fotbalist ucrainean din toate timpurile. Debutul lui Mudrîk a avut loc pe 21 ianuarie, atunci când Chelsea a remizat cu 0-0 în deplasare cu Liverpool într-un meci din campionat. Primul său meci ca titular a venit împotriva lui Fulham într-un egal 0-0 pe 4 februarie. A fost înlocuit la pauză din cauza oboselii cauzate de o răceală. Pe 11 martie, a oferit primul său asist în Premier League în victoria cu 3-1 a lui Chelsea în deplasare împotriva lui Leicester City.
La 17 decembrie 2024, a fost raportat că FA l-a suspendat provizoriu pe Mudryk după ce a fost testat pozitiv pentru meldonium.

## Palmares
Șahtior Donețk
- Prima Ligă ucraineană : 2019–20,[8] 2022–23
- Supercupa Ucrainei : 2021

Chelsea
- UEFA Conference League: 2024–25[27]
- Finalist EFL Cup: 2023–24[28]

Individual
- Fotbalistul ucrainean al anului: 2022[18]
- Cel mai bun talent de aur: 2021 (Sub-21),[29][30] 2022 (Sub-21)[30][31]
- Jucătorul anului la Șahtior Donețk: 2021,[32] 2022[33]